# George Wallington Trio (album Prestige PRLP-158)
George Wallington Trio (alcune volte l'album è indicato George Wallington Trio, Vol. 2, che però non compare come titolo in copertina) è il terzo album di George Wallington (a nome George Wallington Trio), pubblicato dalla casa discografica Prestige Records nell'ottobre del 1953.

## Tracce

### LP
Lato A (PRLP 158 A)
Musiche di George Wallington.
1. Squeezer's Breezer – 2:16
2. Among Friends – 2:55
3. Variations – 4:31

Lato B (PRLP 158 B)
Musiche di George Wallington, eccetto dove indicato.
1. My Nephew and I – 2:36
2. Ours – 2:25 (musica: Leonard Feather)
3. I Married an Angel – 2:29 (testo: Lorenz Hart – musica: Richard Rodgers)
4. Cuckoo Around the Clock – 2:22

## Formazione
- George Wallington – piano
- Curly Russell – contrabbasso
- Max Roach – batteria

Note aggiuntive
- Ozzie Cadena – produttore[3]
- Bill Coss – note retrocopertina album originale